# FIFA 2002
FIFA 2002 – komputerowa gra sportowa o tematyce piłki nożnej, wyprodukowana przez EA Sports i wydana w 2001 roku przez Electronic Arts. Należy ona do serii gier komputerowych FIFA.
Gracz może kierować w grze wybranym klubem piłkarskim lub reprezentacją narodową. Dostępne są rozgrywki ligowe z pucharami oraz nielicencjonowane odpowiedniki Ligi Mistrzów UEFA i Puchar UEFA. Gracz w zamian za wygranie turniejów może odblokować dodatkowe opcje, na przykład dodatkowe turnieje. W grze dostępne są polskie drużyny  Legia Warszawa, Pogoń Szczecin i Wisła Kraków. Po raz pierwszy w serii można było też stworzyć własny klub i zawodników.